# Messiah (Band)
Messiah ist eine schweizerische Death-/Thrash-Metal-Band, die von 1984 bis 1995 bestand. 2018 kamen die Musiker wieder zusammen, spielten ein neues Album ein und gingen wieder auf Tour. Ein neues Album ist 2024 geplant. 

## Bandname
Der Bandname wurde inspiriert von einem Lied der schweizerischen Death-Metal-Band Hellhammer, welches auf dem Demo Satanic Rites von 1983 erstmals veröffentlicht wurde. In den USA wurden die Platten unter dem Namen The Messiah oder Messiah AD veröffentlicht, da es in den USA eine andere Band mit demselben Namen gibt. Es gibt ebenso noch weitere Namensvettern, wie z. B. eine 1988 gegründete Acid-House-Band aus London.

## Geschichte
Die Band wurde 1984 von Gitarrist Remo «Bröggi» Broggi, dem damaligen Sänger Reto Wilhelm «Tschösi» Kühne und dem Schlagzeuger Rolf «Jazzi» Heer gegründet. Sie nahmen 1985 das erste Demo Powerthrash auf, ohne dass sie damals ihre Instrumente beherrschten. Es war eine spontane Aufnahme ihres Probens. Später nahmen sie im Studio das zweite Demo Infernal Thrashing auf. Beide Demos hatten eine Auflage von ca. 200 bis 300 Stück und wurden auf Kassette herausgegeben. Messiah hatte den ersten offiziellen Auftritt mit Celtic Frost im Dezember 1985 in der Schweiz.
1986 spielten sie in einem 8-Spur-Studio in Baar das erste Album Hymn to Abramelin ein, welches von einem privaten Label Chainsaw Murder Records vertrieben wurde. Das Album wurde von den Massenmedien ignoriert, erlangte jedoch unter Thrash-Metal-Anhängern Kultstatus. Es wurde als Langspielplatte mit einer Auflage von 2000 Stück mit schwarzen Cover veröffentlicht und, als dieses ausverkauft war, in einer Auflage von 5000 Stück mit rotem Cover nachgepresst. Das nächste Album Extreme Cold Weather wurde ebenfalls in Baar eingespielt und zuerst als Demo und später als Langspielplatte mit einer Auflage von 12.000 Stück veröffentlicht.
Messiah hatte in dieser Zeit (1985 bis 1987) mehrere Auftritte in Deutschland, in Belgien, in den Niederlanden, in Italien und in der Schweiz. Es gab während dieser Zeit auch Änderungen in der Band-Zusammensetzung und es machten sich die ersten Auflösungstendenzen bemerkbar. Broggi wollte die Band mehr Richtung Grindcore, bzw. Death Metal entwickeln und Kühne dagegen extremer und chaotischer werden. 1987 löste sich Messiah wegen persönlicher und musikalischer Differenzen auf. Der Gitarrist gründete die Band Cruise Missile, die keinen Erfolg hatte.
1990 kam Messiah mit einer neuen Besetzung (Gesang: Andy Kaina, Gitarre: Remo Broggi, Bassgitarre: Patrick Hersche und Schlagzeug: Steve Karrer) mit der EP Psychomorphia zurück, welche vom Label Noise Records vertrieben wurde, welches damals auch das Label von Celtic Frost und Coroner war. Das neue Album konnte nun dem Death Metal zugeordnet werden. Im selben Jahr begab sich die Band auf eine Tournee mit Deicide. Mit der gleichen Besetzung wurden die Death-Metal-Alben Choir of Horrors 1991 und Rotten Perish 1992 aufgenommen.
Danach verliessen Hersche und Kaina die Band. Neu dazu kamen Christofer Johnsson von der schwedischen Band Therion als Sänger und Oliver Koll als Bassist. Mit diesem zwei neuen Bandmitgliedern änderte sich auch der Stil und mit dem 1994 veröffentlichten Album Underground stiessen sie Richtung Thrash Metal vor. Da für Broggi der Stil nun endgültig vom ursprünglichen Projekt Messiah weg entwickelt hatte und er deshalb die frühen Jahre nicht mehr wiedererkennen konnte, löste er die Band auf.
2019 trat die Band für ein Konzert auf dem Maryland Deathfest auf.

## Musikstil
Die Band spielte unterschiedliche Metal-Stile. Die ersten zwei Platten Hymn to Abramelin (1986) und Extreme Cold Weather (1987) gehören zu einem sehr eigenen experimentellen Stil, welcher sich nicht eindeutig in Death Metal oder Thrash Metal einordnen lässt. Messiah sahen sich damals als Extreme-Metal-Band. Die Gitarren sind nicht tiefer gestimmt, wie es bei Death-Metal oftmals üblich ist, und der gutturale Gesang ist ein sehr lautes Schreien. Hymn to Abramelin war im Vergleich zu zeitgenössischen Thrash-Metal-Veröffentlichungen sehr roh, schnell und der Gesang laut des Tales of the Macabre «einfach krank», Kühnes Gesang «schrie wie ein Wahnsinniger, besessen und originell»: der Klang war vergleichbar mit Death zu Zeiten ihrer Demoaufnahmen und dem Tapping von Destruction. Auf Extreme Cold Weather klingt der Gesang auf der Studioseite der Schallplatte, als seien die Lautsprecher defekt, auf der Live-Seite, die Mitschnitte unterschiedlicher Konzerte beinhaltet und auf der gemeinsamen CD-Veröffentlichung von Hymn to Abramelin und Extreme Cold Weather fehlt, variiert die Qualität entsprechend je nach Lied.
Die EP Psychomorphia (1990) und die Alben Choir of Horrors (1991) und Rotten Perish (1992) sind dem klassischen Death Metal zuzuordnen.
Das fünfte Album Underground (1994) sowie die abgekoppelte EP The Ballad of Jesus haben aber wieder alle Merkmale des Thrash Metal im Stil von z. B. Sacred Reich oder Slayer.

## Diskografie

### Studioalben
- 1986: Hymn to Abramelin (Album, Chainsaw Murder)
- 1987: Extreme Cold Weather (Album, Chainsaw Murder)
- 1991: Choir of Horrors (Album, Noise Records)
- 1992: Rotten Perish (Album, Noise Records)
- 1994: Underground (Album, Noise Records)
- 2018: Fracmont (Album, High Roller Records)
- 2024: Christus Hypercubus (Album, High Roller Records)

### Demos
- 1984: Demo 1984
- 1985: Infernal Thrashing
- 1985: Powerthrash
- 1985: Live Baar
- 1986: Extreme Cold Weather

### Kompilationen
- 1994: Powerthrash / The Infernal Thrashing

### Singles und EPs
- 1990: Psychomorphia
- 1994: The Ballad of Jesus
- 2020: Fatal Grotesque Symbols – Darken Universe

### Videos und DVDs
- 2003: 20 Years of Infernal Thrashing Madness